# Rönnbusken, Helsingfors
Rönnbusken, finska: Pihlaisto, är en ö i Finland. Den ligger i Finska viken och i kommunen Helsingfors i den ekonomiska regionen  Helsingfors i landskapet Nyland, i den södra delen av landet. Ön ligger nära Helsingfors.
Öns area är 1,4 hektar och dess största längd är 210 meter i nord-sydlig riktning. Närmaste större samhälle är Helsingfors, 6,1 km nordost om Rönnbusken.